# Kentucky Mavericks
I Kentucky Mavericks sono stati una franchigia di pallacanestro della Premier Basketball League. 
Nacquero a McAllen, in Texas come Rio Grande Valley Silverados nella CBA. Disputarono la stagione CBA 2007-08, terminando all'ultimo posto della National Conference.
La stagione successiva si trasferirono a Beaumont, passando nella ABA 2000 come Southeast Texas Mustangs. Dopo una stagione il nome venne nuovamente cambiato in Southeast Texas Mavericks.
Dopo aver vinto due titoli consecutivi, nel 2010 e nel 2011, cercarono di entrare nella NBA Development League. In seguito alla risposta negativa della lega, la squadra rimase ferma per due stagioni, rientrando nel 2013 come Shreveport-Bossier Mavericks nella ABA 2000 con sede a Shreveport, dove vinsero nuovamente il titolo nel 2014.
Dal 2015 al 2017 hanno assunto la denominazione Kentucky Mavericks, disputando due stagioni di PBL.

## Stagioni
| Stagione | Lega     | Denominazione                | V  | P  | %     | Piazzamento | Play-off   |
| -------- | -------- | ---------------------------- | -- | -- | ----- | ----------- | ---------- |
| 2007-08  | CBA      | Rio Grande Valley Silverados | 13 | 35 | 27,1  | 5º          | -          |
| 2008-09  | ABA 2000 | Southeast Texas Mustangs     | 24 | 1  | 96,0  | 1º          | Semifinali |
| 2009-10  | ABA 2000 | Southeast Texas Mavericks    | 23 | 3  | 88,5  | 1º          | Campioni   |
| 2010-11  | ABA 2000 | Southeast Texas Mavericks    | 23 | 1  | 95,8  | 1º          | Campioni   |
| 2013-14  | ABA 2000 | Shreveport-Bossier Mavericks | 28 | 0  | 100,0 | 1º          | Campioni   |